# Alte und neue Kirche Mariä Heimsuchung (Hoppecke)

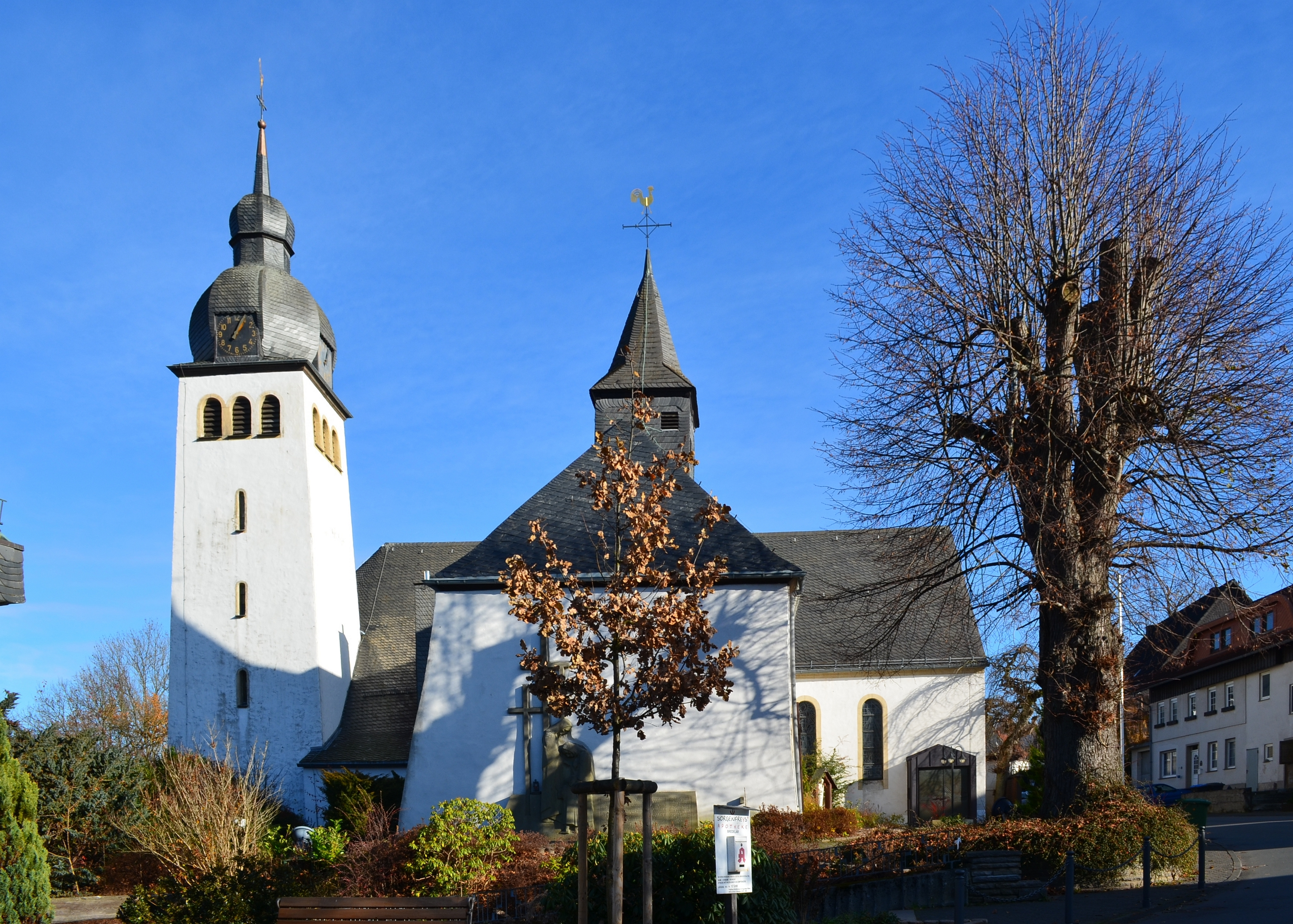
Alte und neue Kirche

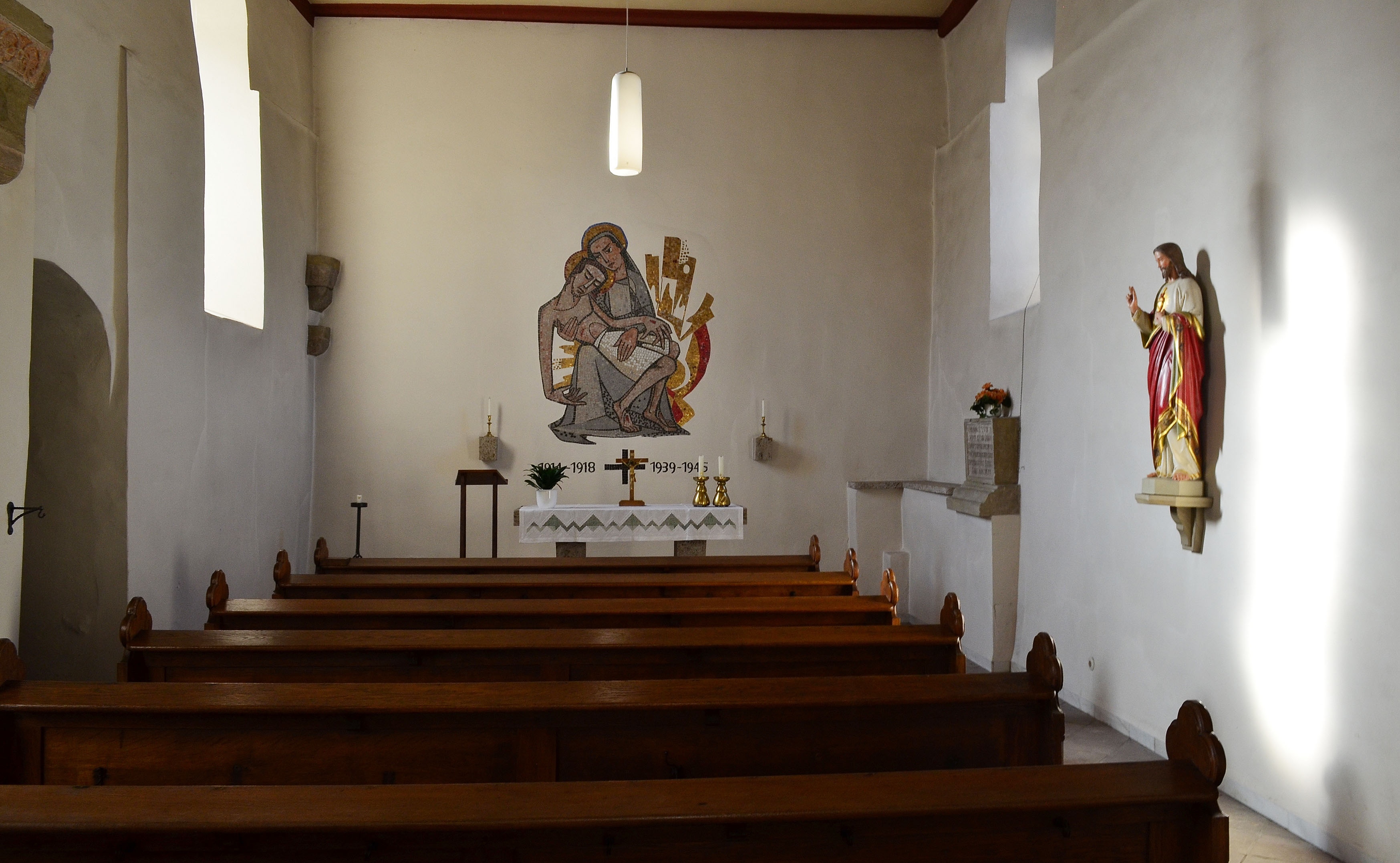
Alte Kirche, Blick auf den Altar

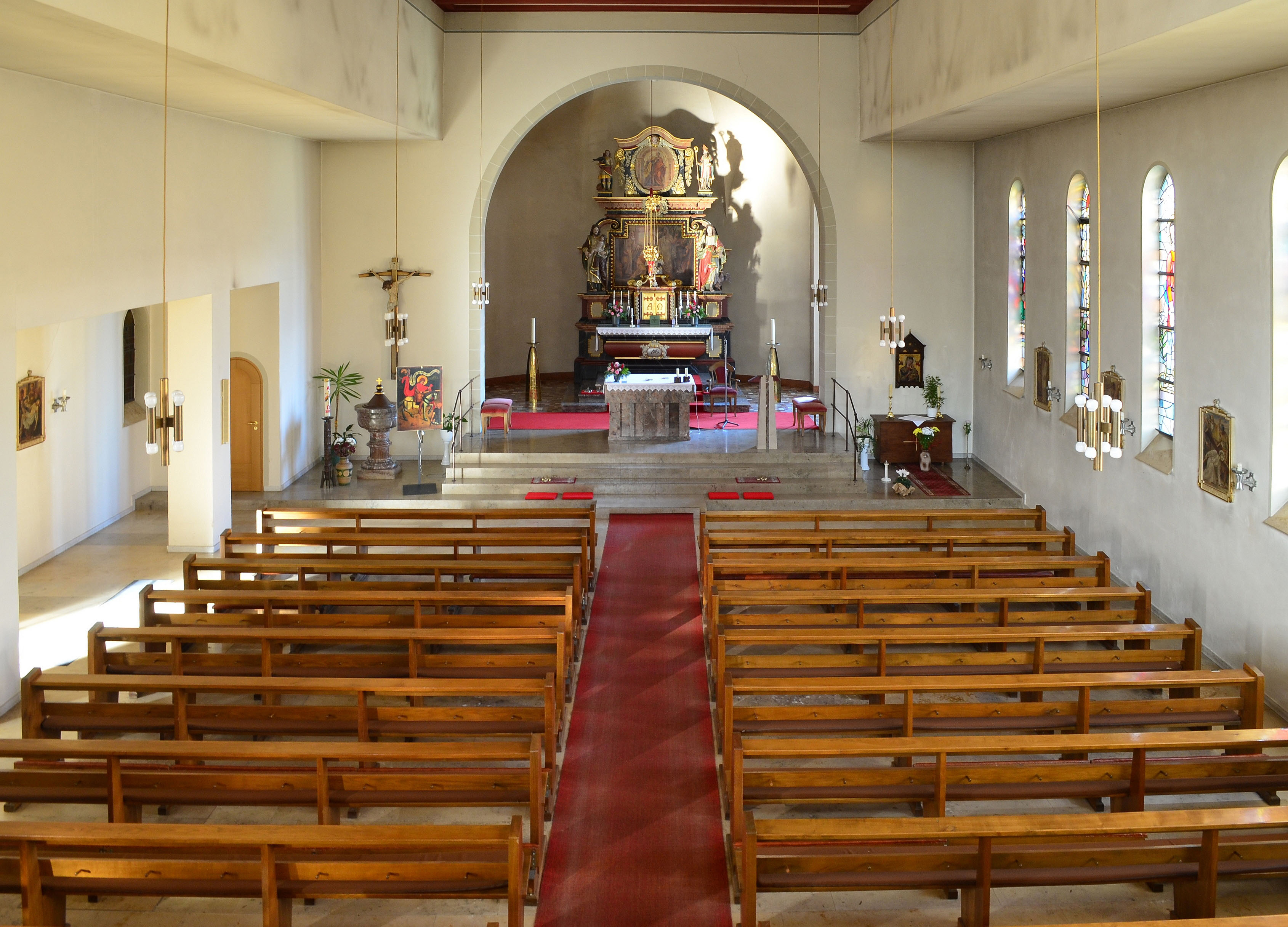
Neue Kirche, Blick auf den Altar

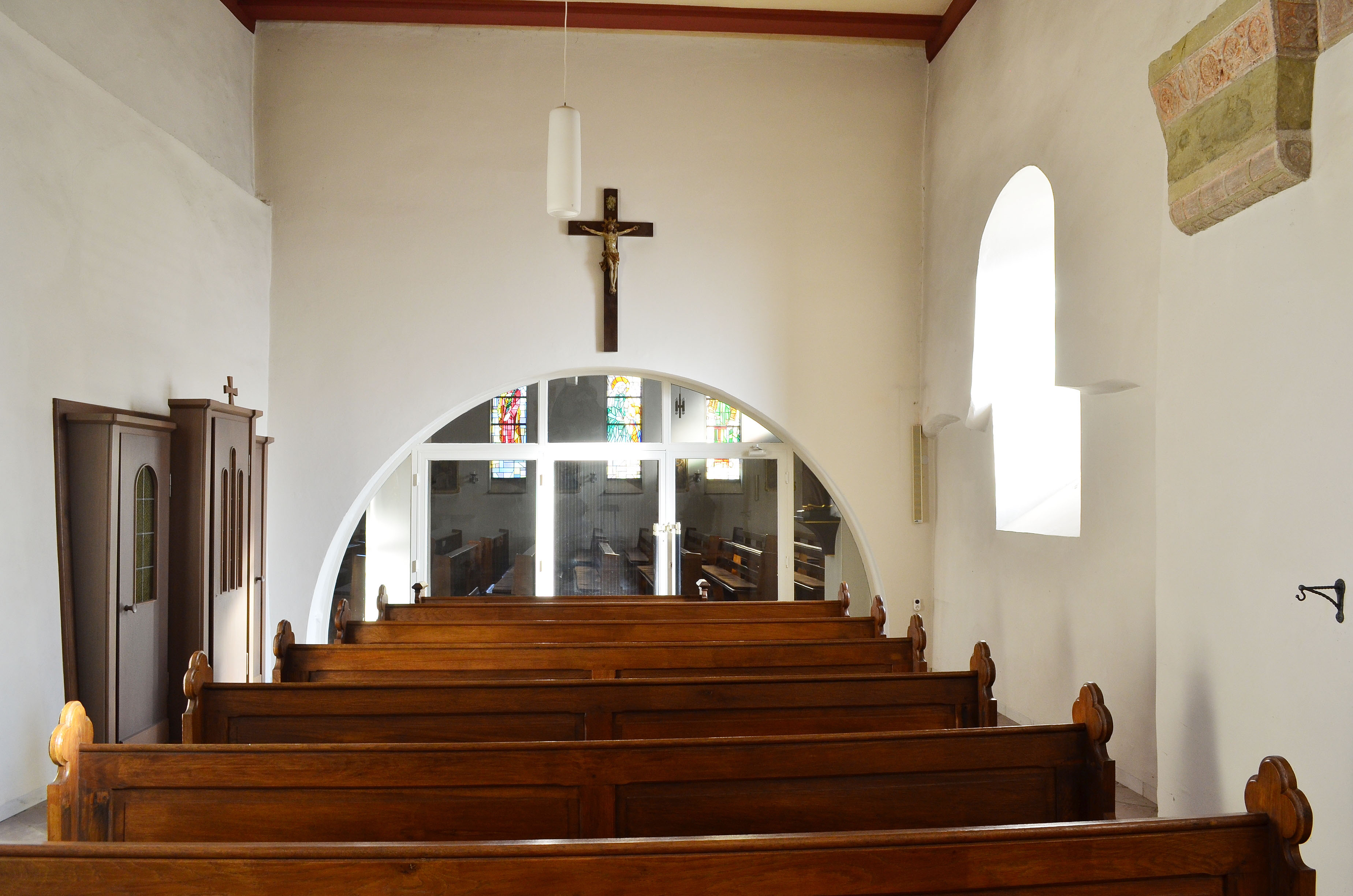
Verbindung zwischen alter und neuer Kirche

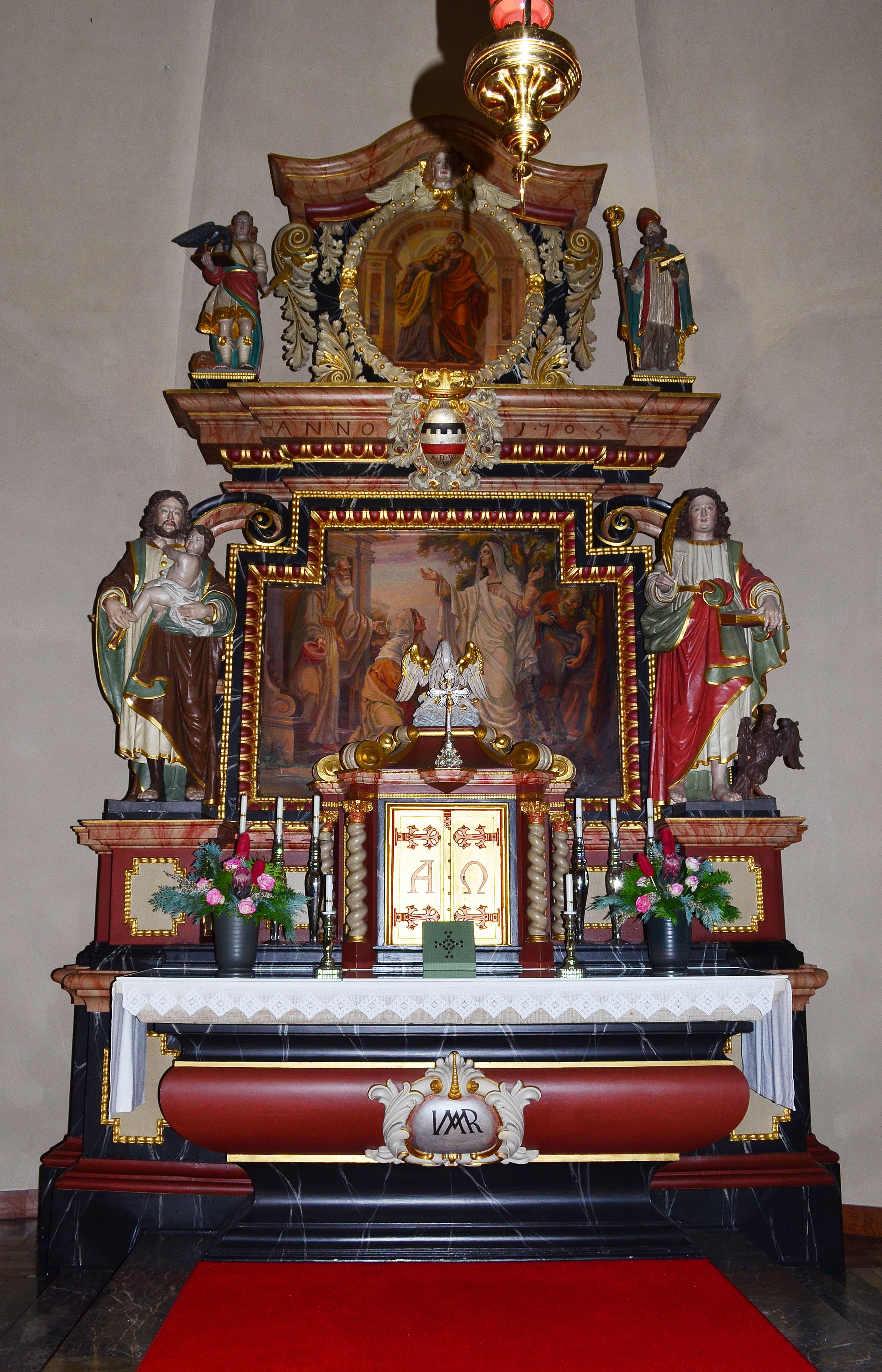
Hochaltar

Die Alte und neue Kirche Mariä Heimsuchung in der Briloner Ortschaft Hoppecke ist ein Kirchenkomplex, der aus zwei unterschiedlich alten Gebäuden zusammengefügt ist. Die römisch-katholische Pfarrkirche gehört dem Erzbistum Paderborn an. Das Patrozinium gilt Mariä Heimsuchung. Die alte Kirche ist eine der ältesten Kirchen im heutigen Stadtgebiet von Brilon.

## Alte Kirche
Das Gebäude ist, so wie auch die Kirche im benachbarten Thülen, eines der zwei ältesten Bauwerke im Stadtgebiet von Brilon. Es wurde etwa siebzig Jahre vor der Stadtgründung errichtet. Die Gemeinde war eine Grenzpfarrei, die das kölnische Brilon von der Diözese Paderborn abgrenzte. Die Pfarrei war bis 1560 mit einem eigenen Pleban, bzw. Rector Ecclesiae,  selbständig.
Die alte Kirche wurde zwischen 1140 und 1170 erbaut. Zwei Joche der einschiffigen Kirche sind erhalten. In der Kirche sind die Reste der Lippoldsberger Konsolen mit romanischer Flachornamentik, wie sie sonst im Sauerland nicht vorkommt, besonders beachtenswert. Nach der Inschrift in einer Tür wurde der Bau 1702 renoviert.

### Ausstattung
- Aufwändige Eingangstür
- Wandmosaik
- Pietà

## Neue Kirche
Die neue Kirche wurde 1935 an die alte Kirche angebaut, von der aus sie durch einen Wanddurchbruch betreten wird.

### Ausstattung

#### Barocker Hochaltar
Der barocke Hochaltar wurde aus der alten Kirche entnommen. Laut der Inschrift wurde er 1705 errichtet. Die Initialen der Stifterin Anna Dorothea von Westphalen ADWgW sind am unteren Rand angebracht.
Das Altarbild schildert die Heimsuchung Marias aus dem Evangelium nach Lukas. Auf dem kleinen oberen Altarbild sind  Joachim und Anna dargestellt. Links sieht man Josef mit Jesus auf dem Arm, auf der rechten Seite Johannes mit Evangelienbuch und Adler, sowie Schreibfeder.

#### Mondsichelmadonna
Rechts an der Wand neben dem Chor befindet sich eine barocke Madonna mit Rosenkranz, Zepter und Mondsichel unter den Füßen. Die Figur ist etwa so alt wie der Hochaltar. Das Jesuskind wurde bei einer Restaurierung neu eingefügt.

#### Kirchenfenster
Auf den Kirchenfenstern sind folgende Szenen dargestellt:
- Jesus als Kinderfreund
- Maria erscheint Bernadette Soubirous
- Aloysius als Schutzpatron der Jugend
- Cäcilia als Patronin der Kirchenmusik
- Josef, Schutzpatron der Arbeiter
- Anna, Mutter der Maria
- Franz von Assisi
- Hasenfenster, angelehnt an das Dreihasenfenster in Paderborn

#### Glocken
Vor dem Zweiten Weltkrieg hingen im Turm der neuen Kirche vier Bronzeglocken, die für Rüstungszwecke konfisziert wurden. Als Ersatz wurden vier Stahlglocken geliefert. 1947 goss die Briloner Glockengießerei Junker vier neue Bronzeglocken mit den Tönen fis', a', cis'' und e''.
Im kleinen Turm der alten Kirche hängt eine kleine Glocke. Sie überstand die Kriegswirren. Das Alter ist unbekannt, sie stammt wohl aus der Zeit um 1700.